# Киселёвка (Житомирская область)
Киселёвка (укр. Киселівка) — село на Украине, находится в Емильчинском районе Житомирской области.
Код КОАТУУ — 1821780305. Население по переписи 2001 года составляет 42 человека. Почтовый индекс — 11265. Телефонный код — 4149. Занимает площадь 0,294 км².

## Адрес местного совета
11265, Житомирская область, Емильчинский р-н, с.Аннополь, ул.Центральная, 23